# Landkreis Krefeld
Der Landkreis Krefeld, bis 1872 Kreis Krefeld, war bis 1929 ein Landkreis im Regierungsbezirk Düsseldorf der preußischen Rheinprovinz. Sitz des Kreises war Krefeld, auch nachdem die Stadt 1872 aus dem Kreis ausgegliedert wurde und einen eigenen Stadtkreis bildete. Im Jahre 1925 hatte der Landkreis Krefeld 46.722 Einwohner.

## Verwaltungsgeschichte
Der Kreis Krefeld wurde 1816 im Wesentlichen aus dem Gebiet der in der Franzosenzeit eingerichteten Kantone Uerdingen und Krefeld gebildet. Dabei bestand der Canton Uerdingen aus den  Bürgermeistereien Bockum, Fischeln, Friemersheim, Langst, Lank, Linn, Osterath, Strümp, Süchteln, Uerdingen und der Canton Crefeld aus Crefeld, Neersen, Süchteln, Willich und einem Teil des Cantons Neersen.
Die Bürgermeisterei Süchteln wechselte 1818 in den Kreis Kempen. Die Bürgermeisterei Neersen wurde 1819 in den Kreis Gladbach umgegliedert; gleichzeitig wechselte die Bürgermeisterei Klein-Kempen aus dem Kreis Gladbach in den Kreis Krefeld. Sie wurde 1840 in Bürgermeisterei Anrath umbenannt. Die Bürgermeistereien Langst und Strümp wurden 1842 in die Bürgermeisterei Lank eingegliedert. Durch die Gemeindeordnung für die Rheinprovinz erhielten 1845 alle Orte, die einen eigenen Haushalt führten, den Status einer Gemeinde. Krefeld und Uerdingen, die beiden Städte des Kreises, unterlagen seit 1856 der Rheinischen Städteordnung. Der Kreis war danach wie folgt gegliedert:
| Bürgermeisterei | Städte und Gemeinden                                                                    |
| --------------- | --------------------------------------------------------------------------------------- |
| Anrath          | Anrath                                                                                  |
| Friemersheim    | Bliersheim, Friemersheim, Hohenbudberg-Kaldenhausen, Rumeln                             |
| Bockum          | Bockum, Oppum, Rath-Vennikel, Verberg                                                   |
| Krefeld         | Krefeld (Stadt)                                                                         |
| Linn            | Linn                                                                                    |
| Fischeln        | Fischeln                                                                                |
| Uerdingen       | Uerdingen (Stadt)                                                                       |
| Lank            | Gellep-Stratum, Ilverich, Langst-Kierst, Lank, Latum, Nierst, Ossum-Bösinghoven, Strümp |
| Osterath        | Osterath                                                                                |
| Willich         | Willich                                                                                 |

In der Folgezeit kam es zu folgenden Änderungen der Verwaltungsgliederung:
- Die Bürgermeisterei Friemersheim wurde 1857 an den Kreis Moers abgegeben.[7]
- Die Stadt Krefeld schied 1872 aus dem Kreis aus und bildete einen eigenen Stadtkreis. Der Kreis hieß seitdem Landkreis Krefeld.
- Die Gemeinde Rath-Vennikel wurde 1886 in Traar umbenannt.[8]
- Linn wurde am 3. August 1901 in die Stadt Krefeld eingemeindet.
- Bockum und Verberg wurden 1902 zur Gemeinde Bockum-Verberg zusammengeschlossen.
- Bockum-Verberg und Oppum wurden am 15. Oktober 1907 in die Stadt Krefeld eingemeindet. Gleichzeitig wurde die Gemeinde Traar zu einer eigenen Bürgermeisterei erhoben.[9]
- Lank und Latum wurden am 1. April 1910 zur Gemeinde Lank-Latum zusammengeschlossen.
- Hohenbudberg, Teil der Gemeinde Hohenbudberg-Kaldenhausen im Kreis Moers, wurde 1927 in die Stadt Uerdingen eingegliedert.

Mit dem Gesetz über die kommunale Neugliederung des rheinisch-westfälischen Industriegebiets vom 1. August 1929 wurde der Landkreis Krefeld aufgelöst. Fischeln, Gellep-Stratum, Traar und ein Teil Benrads wurden in die Stadt Krefeld eingegliedert. Der südliche Teil von Kaldenhausen (Hagschinkel) wurde in die Stadt Uerdingen eingegliedert. Zeitgleich wurden die beiden Städte zum gemeinsamen Stadtkreis und Stadt Krefeld-Uerdingen am Rhein vereinigt. Alle übrigen Gemeinden kamen zum neuen Kreis Kempen-Krefeld.
Die Bezeichnung Kreis Krefeld existiert heute noch in einigen Sportligen.

## Einwohnerentwicklung
Anmerkung: Die Gemeinden sind nicht alphabetisch angeordnet, sondern nach der Zugehörigkeit zu den damaligen Bürgermeistereien und den heutigen Kommunen; außerdem nach Ausscheiden aus dem Kreis, je früher eine Gemeinde den Kreis verlassen hat, desto weiter oben steht sie.
| Gemeinde                  | Bürgermeisterei (1857) | heute zur Stadt | 1815/16 | 1832    | 1867   | 1885   | 1895   | 1910   |
| ------------------------- | ---------------------- | --------------- | ------- | ------- | ------ | ------ | ------ | ------ |
| Bliersheim                | Friemersheim           | Duisburg        | 187     | 157     | –1     | –1     | –1     | –1     |
| Friemersheim              | Friemersheim           | Duisburg        | 471     | 492     | –1     | –1     | –1     | –1     |
| Hohenbudberg-Kaldenhausen | Friemersheim           | Duisburg        | 631     | 717     | –1     | –1     | –1     | –1     |
| Rumeln                    | Friemersheim           | Duisburg        | 501     | 535     | –1     | –1     | –1     | –1     |
| Krefeld                   | Krefeld                | Krefeld         | 13.1992 | 19.0402 | 53.945 | –1     | –1     | –1     |
| Linn                      | Linn                   | Krefeld         | 874     | 956     | 1.292  | 1.449  | 1.760  | –1     |
| Bockum                    | Bockum                 | Krefeld         | 708     | 904     | 1.907  | 2.826  | 4.802  | –1     |
| Oppum                     | Bockum                 | Krefeld         | 332     | 422     | 623    | 1.064  | 2.065  | –1     |
| Verberg                   | Bockum                 | Krefeld         | 404     | 553     | 794    | 862    | 917    | –1     |
| Rath-Vennickel / Traar3   | Bockum                 | Krefeld         | 901     | 1.064   | 1.487  | 1.593  | 1.645  | 2.010  |
| Fischeln                  | Fischeln               | Krefeld         | 1.200   | 1.493   | 3.980  | 6.072  | 6.509  | 9.017  |
| Uerdingen                 | Uerdingen              | Krefeld         | 1.9064  | 2.2184  | 3.116  | 3.923  | 5.238  | 9.757  |
| Gellep-Stratum            | Lank                   | Krefeld         | 375     | 427     | 511    | 529    | 595    | 856    |
| Ilverich                  | Lank                   | Meerbusch       | 257     | 275     | 369    | 341    | 308    | 300    |
| Langst-Kierst             | Lank                   | Meerbusch       | 353     | 366     | 353    | 343    | 343    | 372    |
| Lank                      | Lank                   | Meerbusch       | 550     | 709     | 778    | 795    | 809    | 2.3615 |
| Latum                     | Lank                   | Meerbusch       | 587     | 753     | 736    | 757    | 784    | 2.3615 |
| Nierst                    | Lank                   | Meerbusch       | 291     | 328     | 379    | 344    | 326    | 367    |
| Ossum-Bösinghoven         | Lank                   | Meerbusch       | 290     | 378     | 503    | 465    | 438    | 609    |
| Strümp                    | Lank                   | Meerbusch       | 426     | 481     | 499    | 514    | 519    | 655    |
| Osterath                  | Osterath               | Meerbusch       | 1.217   | 1.480   | 2.104  | 2.418  | 2.620  | 3.756  |
| Anrath6                   | Anrath                 | Willich         | 1.788   | 2.056   | 3.695  | 4.071  | 3.420  | 4.970  |
| Willich                   | Willich                | Willich         | 2.253   | 2.382   | 4.275  | 5.426  | 5.345  | 6.485  |
| Summe                     |                        |                 | 29.701  | 38.186  | 81.346 | 33.792 | 38.443 | 41.515 |

1: gehört nicht mehr zum Kreis Krefeld

2: Bürgermeisterei Krefeld. Stadt Krefeld: 1815/16 9.839 Ew., 1832 15.015 Ew.

3: bis 1886 Rath-Vennickel; 1815/16 Rath 352 Ew., Vennickel 549 Ew.; 1832 Rath 393 Ew., Vennickel 671 Ew.

4: Bürgermeisterei Uerdingen. Stadt Uerdingen: 1815/16 1.844 Ew., 1832 2.146 Ew.

5: Gemeinde Lank-Latum

6: bis 1840 Kleinkempen genannt

## Geographie
Der Kreis Krefeld lag am linken Rheinufer. Er grenzte um 1900 im Norden an den Kreis Moers, im Osten an den Landkreis Düsseldorf, im Süden an den Landkreis Neuss, im Südwesten an den Landkreis Gladbach und im Westen an den Kreis Kempen. Innerhalb der Kreisgrenzen lag der Stadtkreis Krefeld. Das ehemalige Kreisgebiet gehört heute zu den Städten Krefeld, Duisburg, Willich (Kreis Viersen) und Meerbusch (Kreis Neuss).
Die nachfolgende Tabelle gibt den Flächeninhalt der Bürgermeistereien des Kreises im Jahre 1867 an.
| Bürgermeisterei   | Fläche      |
| ----------------- | ----------- |
| Anrath            | 753,93 ha   |
| Bockum            | 3544,24 ha  |
| Fischeln          | 1601,34 ha  |
| Krefeld (Stadt)   | 2074,41 ha  |
| Lank              | 4458,66 ha  |
| Linn              | 701,18 ha   |
| Osterath          | 1207,59 ha  |
| Willich           | 3692,94 ha  |
| Uerdingen (Stadt) | 562,06 ha   |
| Gesamt            | 18596,35 ha |

## Landräte
- 1816–9999: Friedrich Heydweiller
- 1817–1832: Karl Cappe

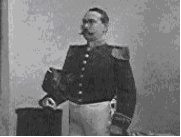
Landrat Karl Limbourg

- 1832–9999: Franz Heinrich von Rigal (vertretungsweise)
- 1832–1833: Jakob Benjamin Heydweiller (kommissarisch)
- 1833–1840: Konrad Melsbach
- 1840–1841: Carl von Rigal
- 1841–9999: Julius von Canitz (vertretungsweise)
- 1841–1844: Carl von Raesfeld
- 1843–9999: Max August von Loë (vertretungsweise)
- 1843–1844: Alexander Beyer (auftragsweise)
- 1844–1845: Franz von Steinäcker (kommissarisch)
- 1845–1880: Peter Leysner
- 1880–1881: Philipp Herberz (kommissarisch)
- 1881–9999: Karl Gierlichs (vertretungsweise)
- 1881–1888: Ludolf von Uslar-Gleichen
- 1888–1912: Karl Limbourg
- 1912–1919: Bruno Eichhorn
- 1920–1922: Konrad Saaßen
- 1922–1929: Jakob Odenthal